# Kardžalijské pyramidy
Kardžalijské pyramidy jsou významná geologická lokalita v Kardžalijské oblasti na jihu Bulharska. Území o rozloze 10 ha, jehož nejznámějším symbolem je skalní útvar Zkamenělá svatba,  je od roku 1974 chráněno jako přírodní památka. Kardžalijské pyramidy jsou spolu s nedalekými Kamennými hřiby turisticky nejnavštěvovanějšími přírodními zajímavostmi v Kardžalijské oblasti.

## Geografie a geologie
Geologická lokalita Kardžalijské pyramidy se nachází ve Východních Rodopech, 4 km severovýchodně od města Kardžali při jižním okraji obce Zimzelen, která je jedním ze 118 vesnických sídel v obštině Kardžali. Chráněné území se rozprostírá na svazích kopců Kajadžik (Каяджик) a Čukata (Чуката) v nadmořské výšce zhruba 300 až 330 m n. m.
Místní skalní útvary jsou vulkanického původu. Základní horninou je tuf, tedy sopečný popel, vyvržený během podmořských vulkanických erupcí. Počátek vytváření těchto ryolitových tufů v oblasti Východních Rodop sahá do doby před přibližně 40 milióny let. Poté, co ustoupilo moře, vlivem větrné a vodní eroze byly v mocné vrstvě usazeného sopečného popela vytvořeny různé skalní tvary, připomínající věže, pyramidy, zvířata i lidské postavy. Hornina obsahuje řadu minerálů, což je příčinou rozdílného zbarvení místních skalních útvarů.

## Zkamenělá svatba

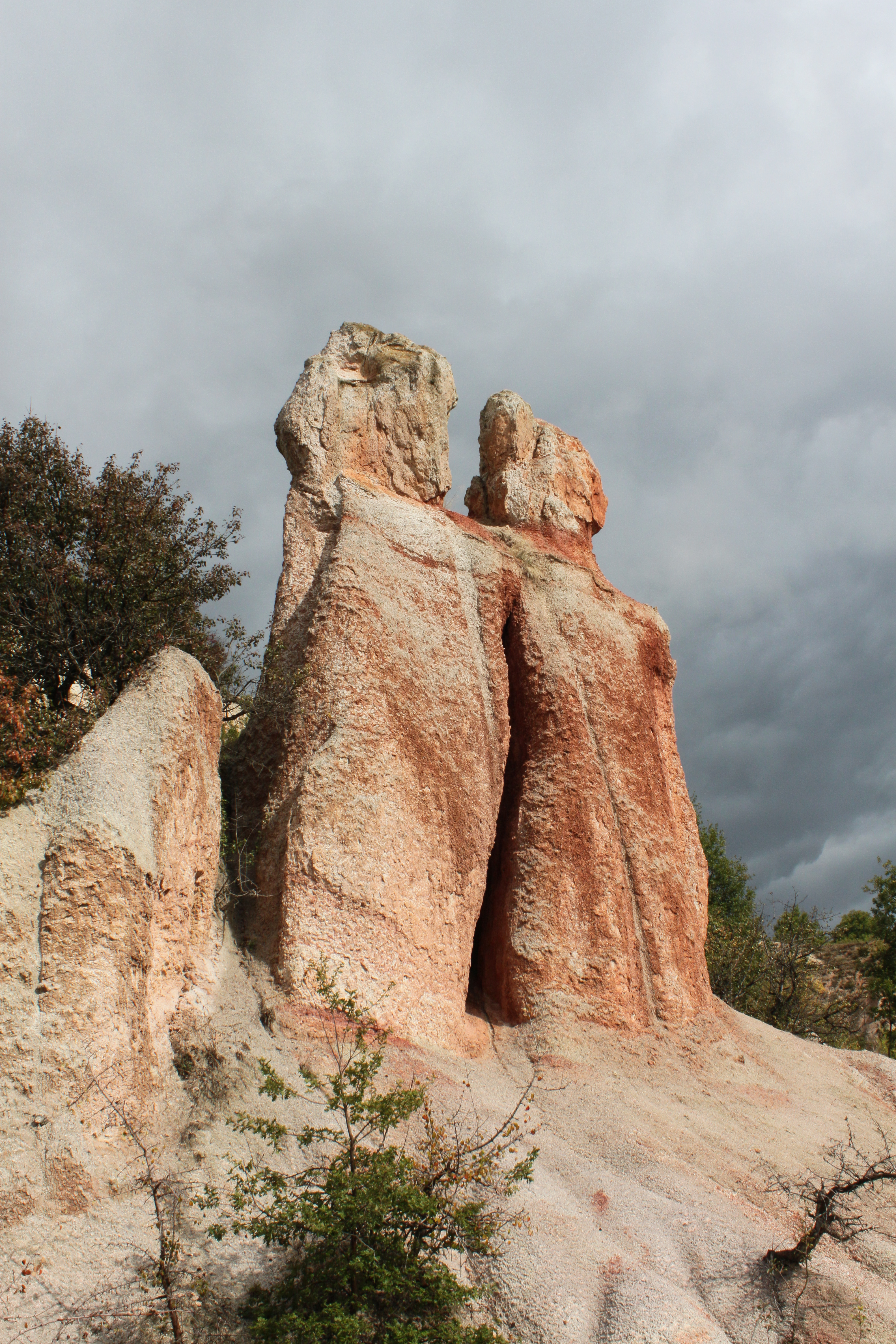
Ženich a Nevěsta

Nejznámějším útvarem v tomto chráněném území jsou 9 až 10 metrů vysoké, do růžova zbarvené skály, označované jako Ženich a Nevěsta. Tyto tufové skalní věže dominují ústřední části chráněného území Kardžalijských pyramid, pro kterou se vžil název Zkamenělá (někdy též Kamenná) svatba (bulharsky Вкаменената сватба nebo Каменната сватба).

## Pověst
Místní legenda vysvětluje vznik těchto skal příběhem o svatbě dvou mladých lidí. Jistý mladík ze vsi Zimzelen se zamiloval do dívky ze sousední vesnice a chystal se sní oženit. 
Když se početný svatební průvod vydal na cestu do ženichova domu, náhlý poryv větru nadzvedl nevěstin závoj a odhalil její krásnou tvář, kterou dosud nikdo z ženichových příbuzných nespatřil. Když ji uviděl ženichův otec, budoucí dívčin tchán, černá závist mu zaplavila duši a sám zatoužil po synově nevěstě. Jak ho napadly tyto nečestné myšlenky, stal se zázrak: celý svatební průvod na místě zkameněl. Naživu zůstal pouze ženich, který zoufale plakal a prosil vítr, aby se mohl připojit ke své nevěstě. Tak se také stalo, poblíž zkamenělé dvojice zůstala jen malá tůňka, připomínající množství slz, které zde kdysi prolil nešťastný mladík.

## Galerie

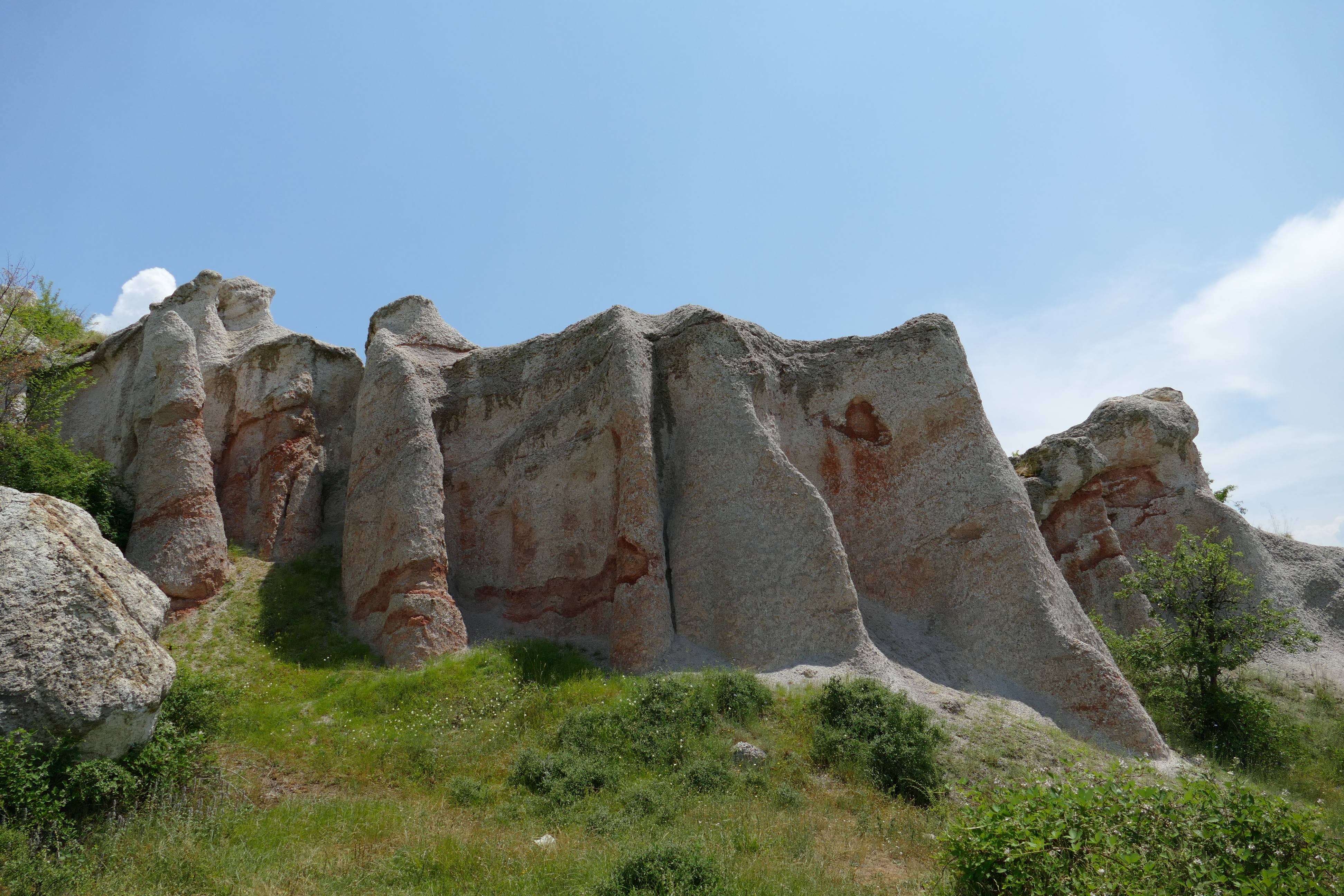
Různě zbarvené skály
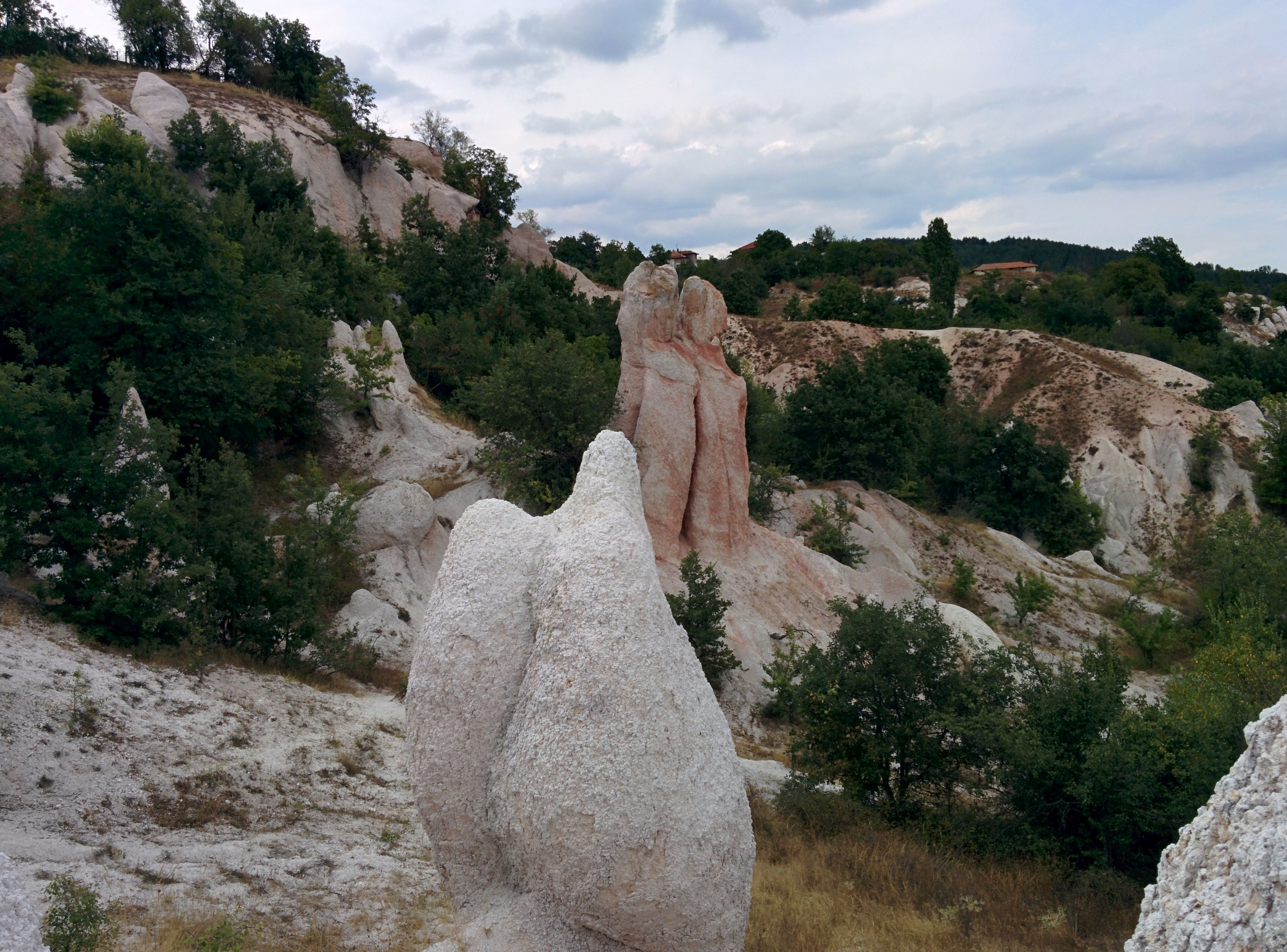
Zkamenělá svatba
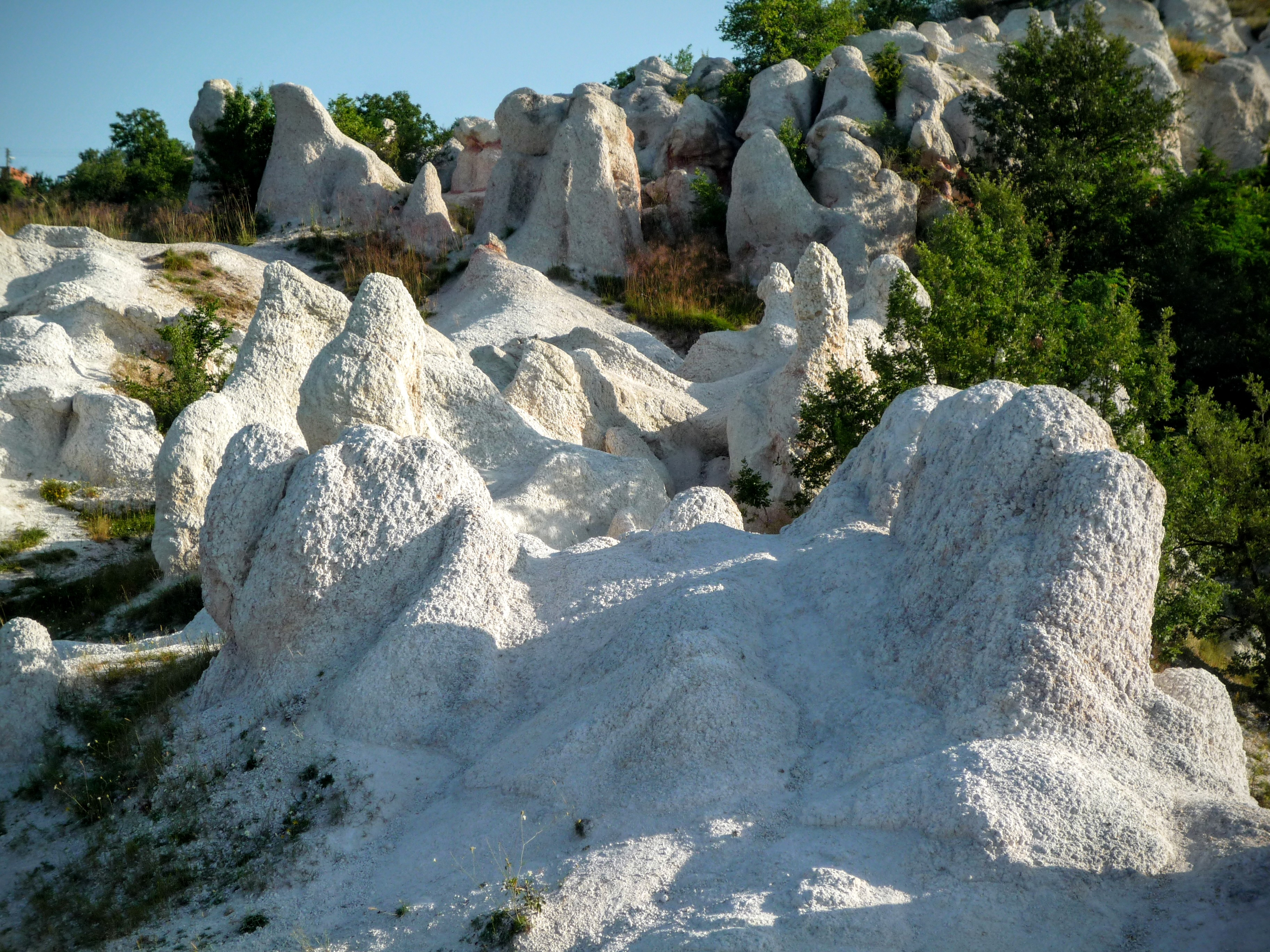
Rozmanité tvary v bílém ryolitovém tufu
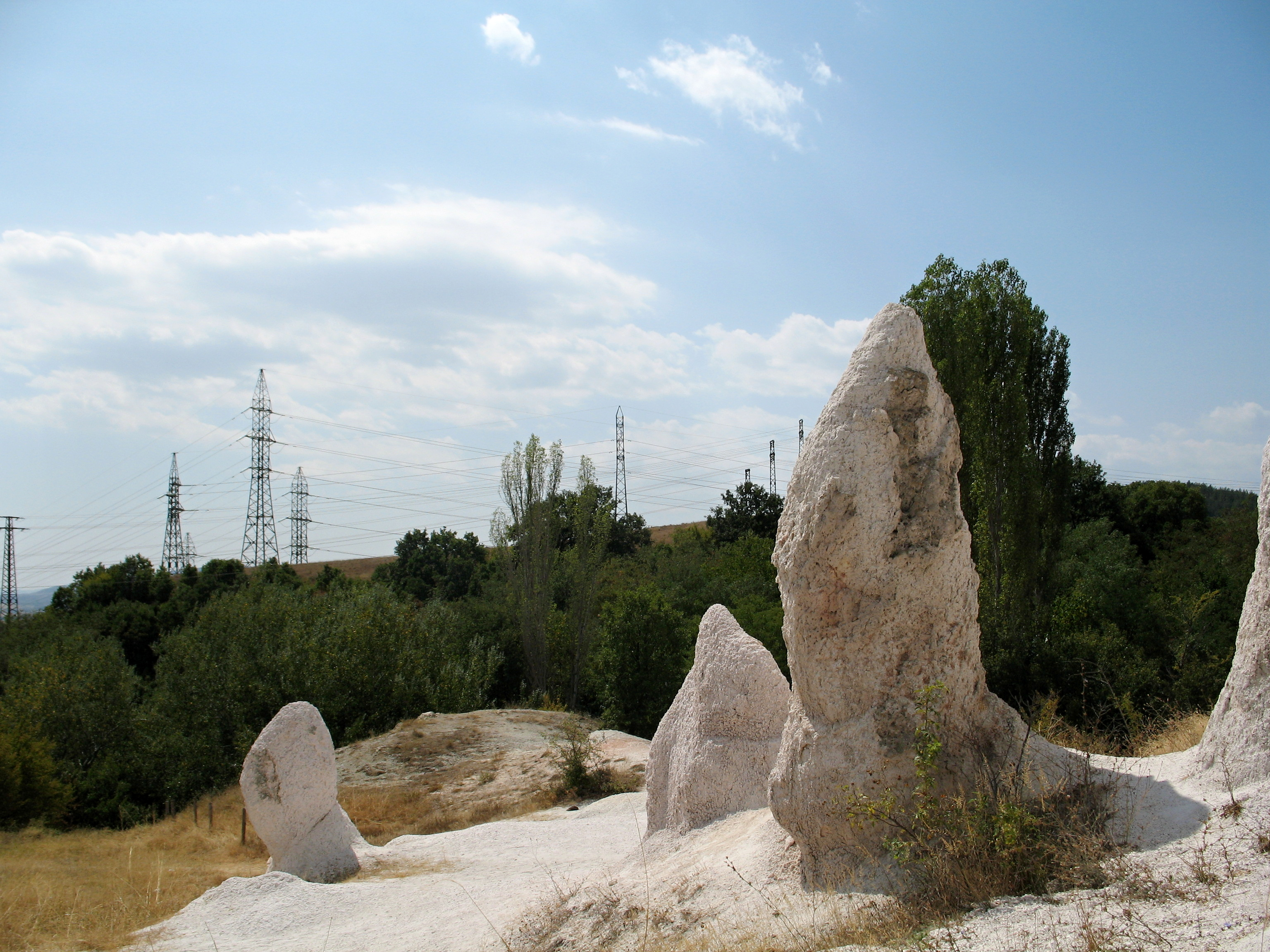
Na okraji přírodní památky
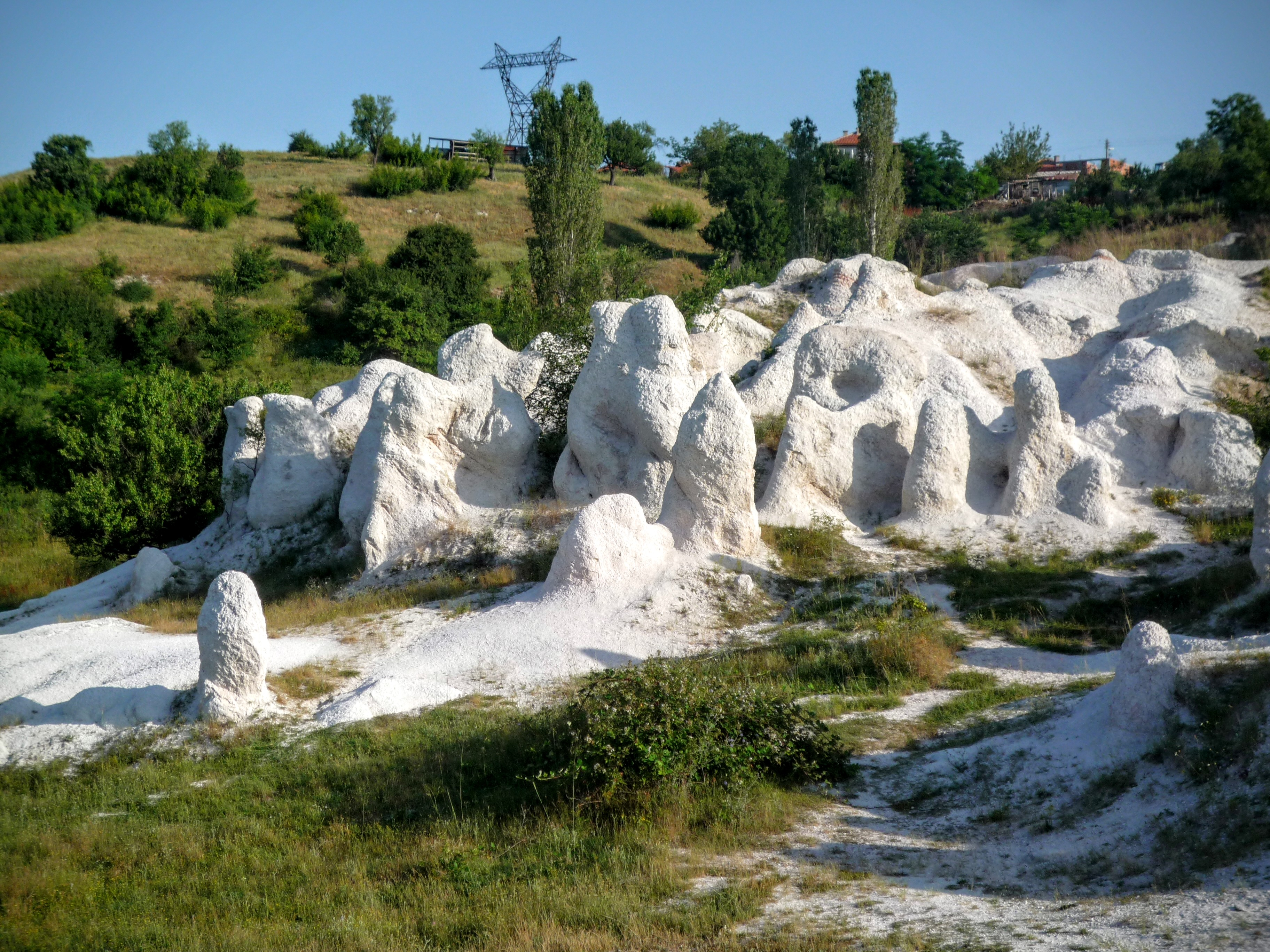
Svah pod obcí Zimzelen